# Vantore Sogn
Vantore Sogn 

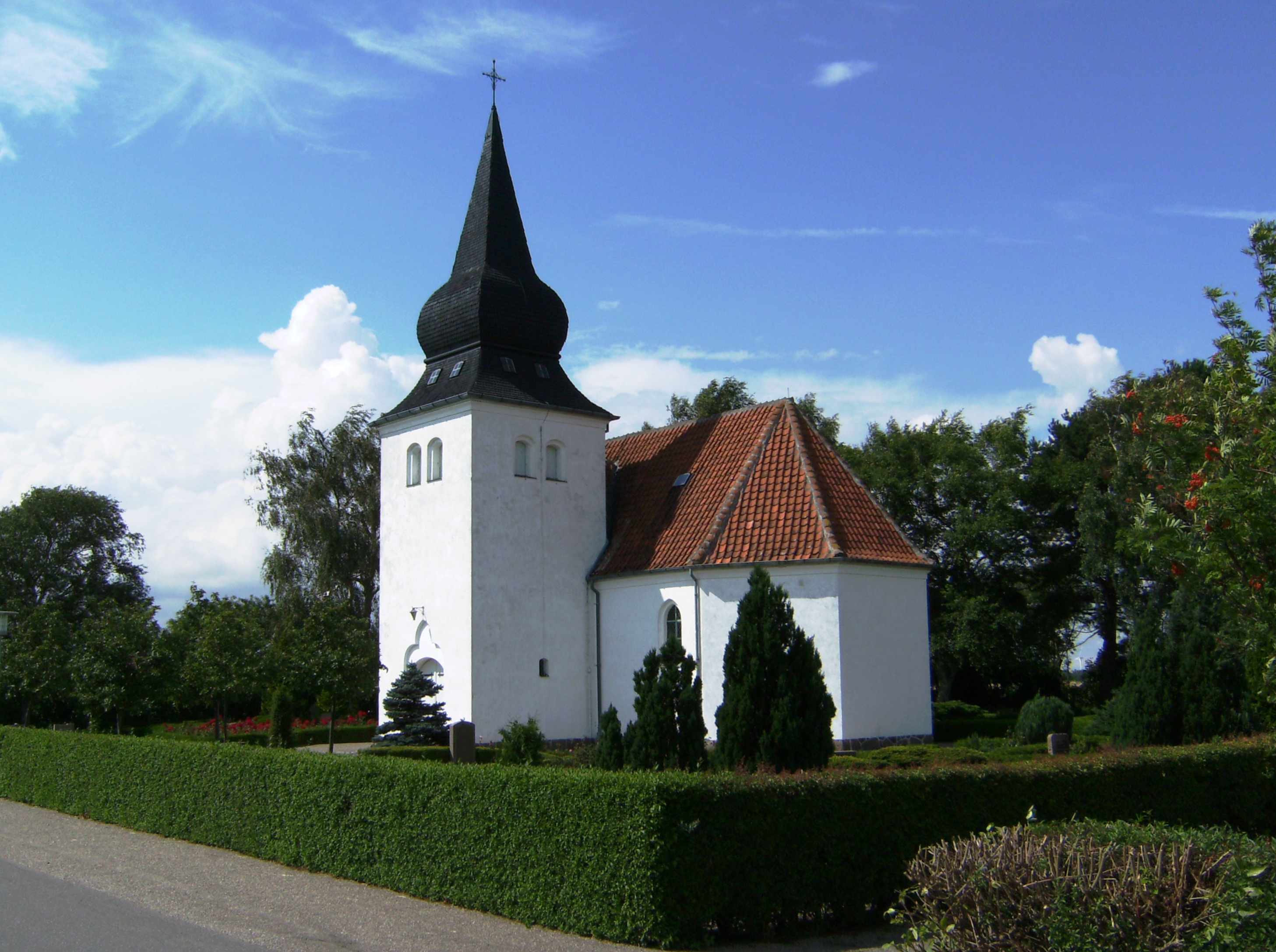
Vantore Kirke

ist eine ehemalige Kirchspielsgemeinde (dän.: Sogn) auf der Insel Lolland im südlichen Dänemark.
Bis 1970 gehörte sie zur Harde Musse Herred im damaligen Maribo Amt, danach zur Nysted Kommune im Storstrøms Amt, die im Zuge der  Kommunalreform zum 1. Januar 2007 in der Guldborgsund Kommune in der Region Sjælland aufgegangen ist.
Im Kirchspiel lebten am 1. Oktober 2020 253 Einwohner.
Im Kirchspiel liegt die Kirche „Vantore Kirke“.
Das Kirchspiel wurde durch den in seiner Mitte liegenden Nysted Sogn in einen westlichen und einen östlichen Teil geteilt. Weitere Nachbargemeinden waren im Westen Herritslev Sogn, im Nordwesten Bregninge Sogn und im Norden Kettinge Sogn. Am 29. November 2020 wurde vantore Sogn mit dem in seiner Mitte gelegenen Nysted Sogn zum Nysted-Vantore Sogn zusammengelegt.
Der Langdysse im Roden Skov liegt bei Vantore.